# Linh dương Dama
Linh dương Dama (danh pháp hai phần: Nanger dama) là một loài động vật có vú trong họ Bovidae, bộ Artiodactyla. Loài này được Pallas mô tả năm 1766.

## Hình ảnh

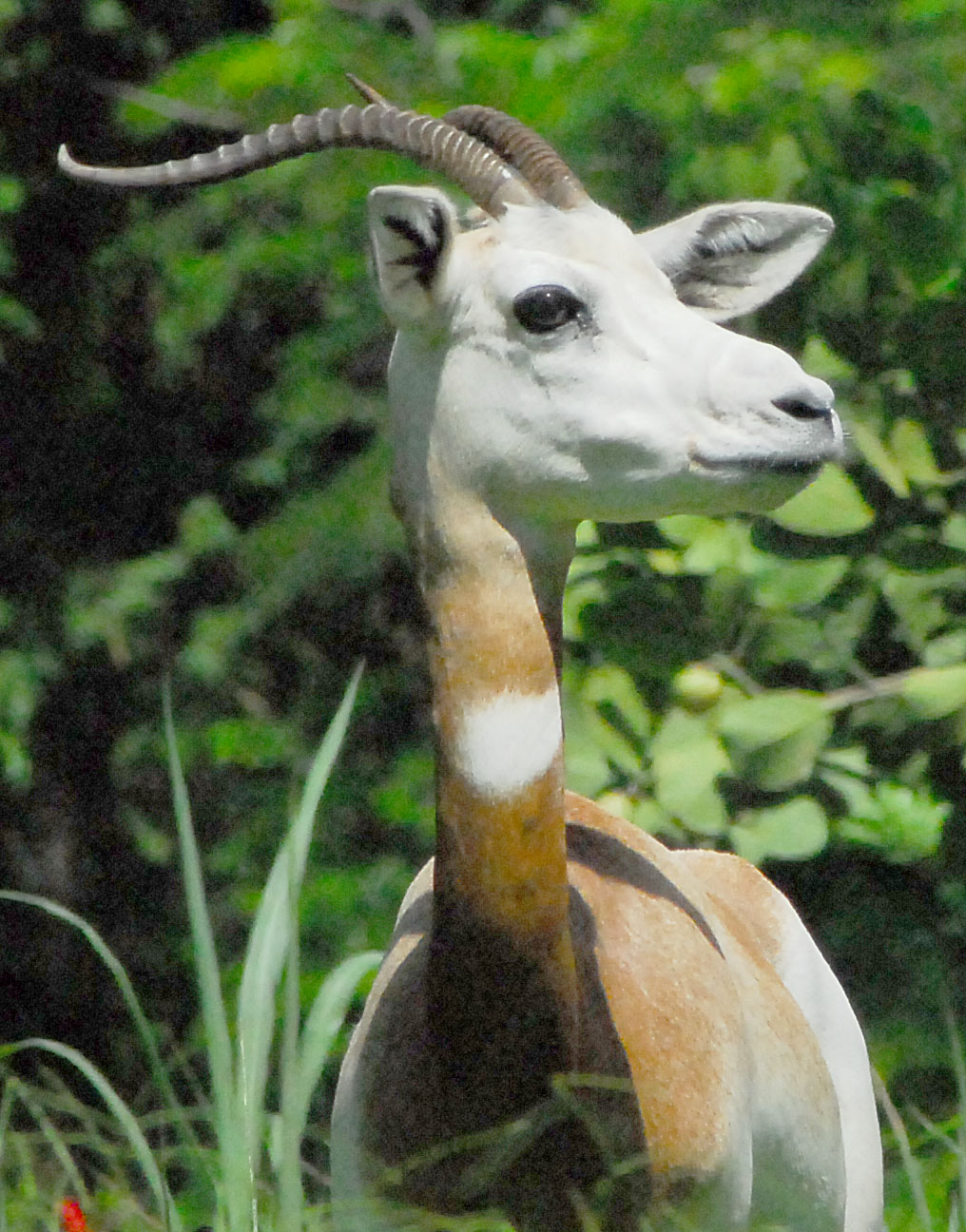
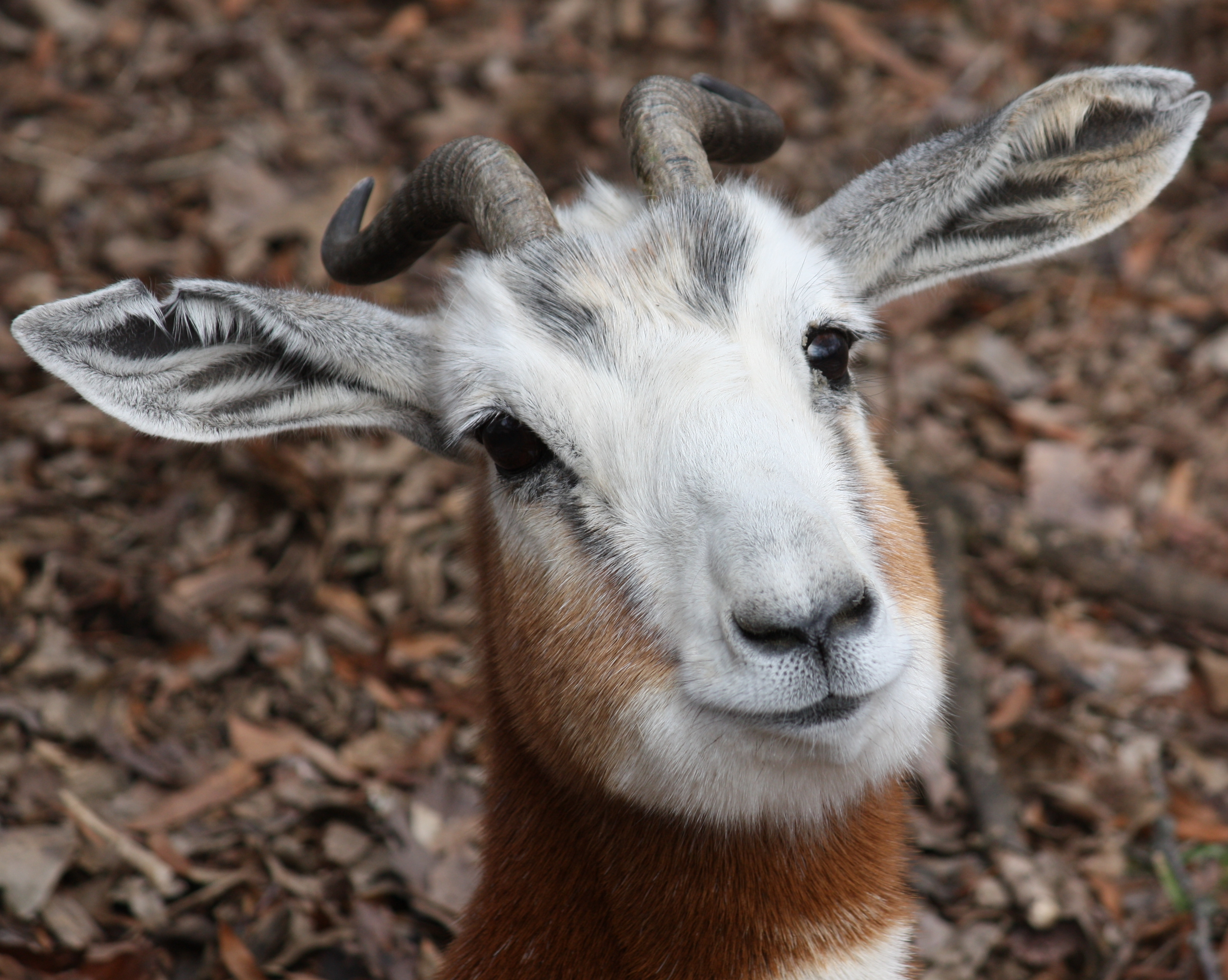
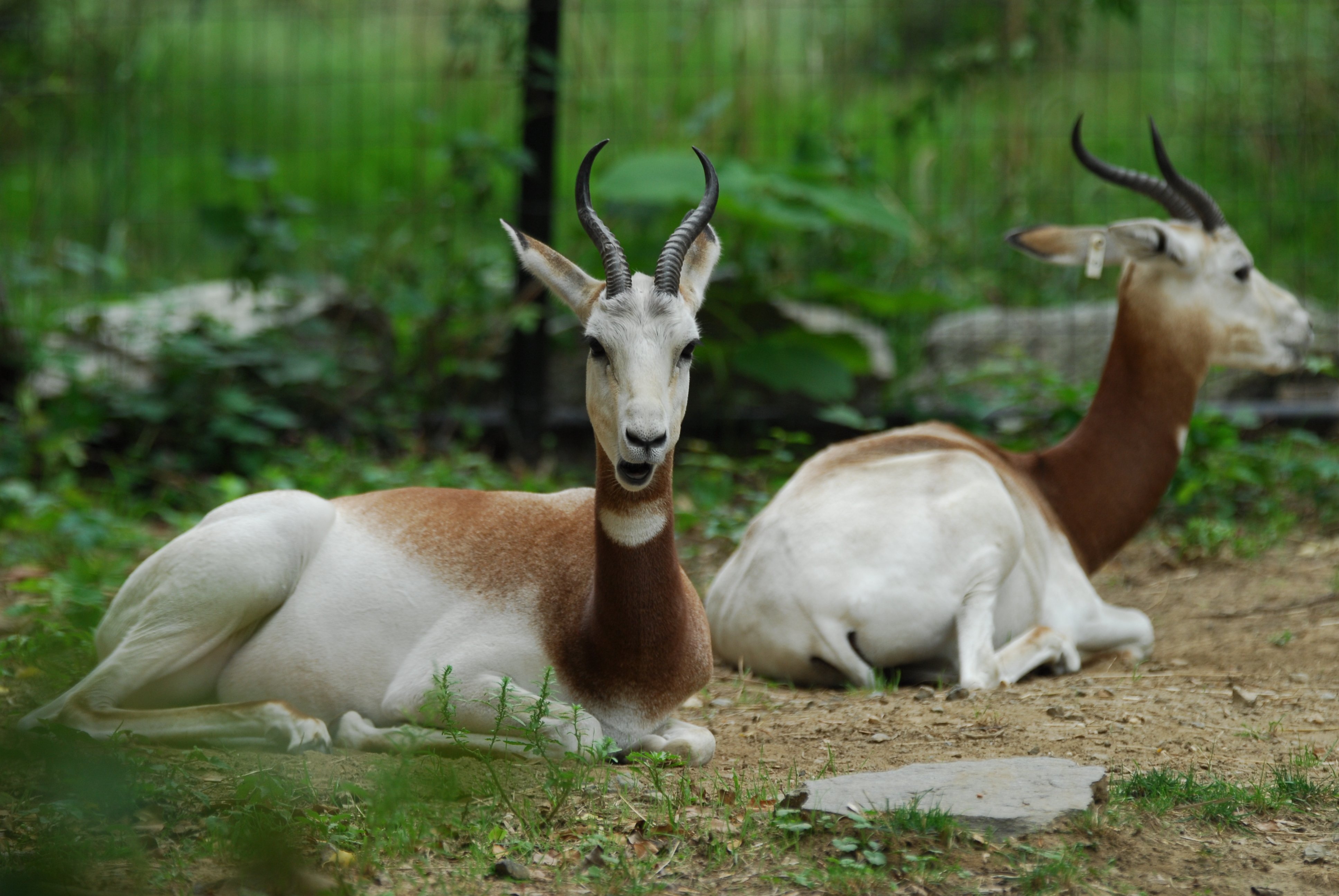
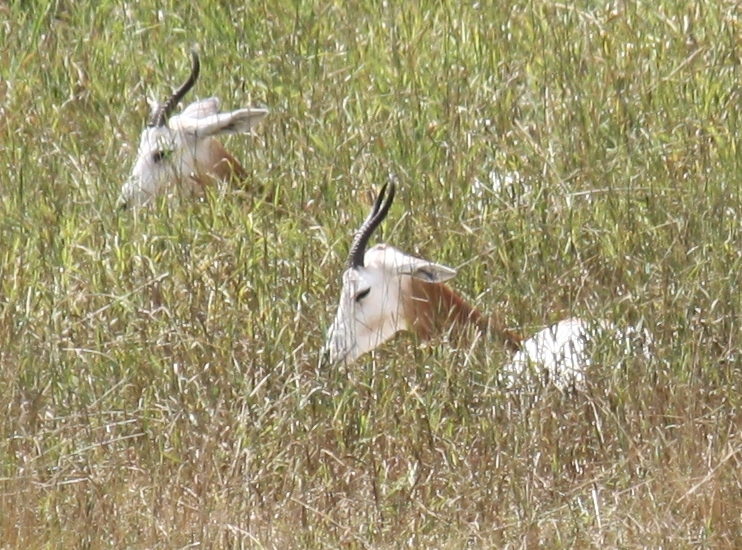